# Чешский массив
Че́шский масси́в (Боге́мский масси́в; чеш. Český masiv) — горный массив в центральной части Чехии и в сопредельных районах Германии, Польши и Австрии.

## Расположение
Массив протягивается с запада на восток и имеет ромбовидную форму. Протяжённость его составляет около 500 км, ширина — до 300 км. Высшая точка — гора Снежка (1602 м). По окраинам Чешского массива возвышаются средневысотные хребты: Шумава на юго-западе, Рудные горы на северо-западе, Судеты на северо-востоке. В юго-восточной части массива располагается Чешско-Моравская возвышенность.

## Геология
Внутренняя часть Чешского массива представляет собой обширное понижение, состоящее из ряда низменностей и разделяющих их возвышенностей и низкогорных массивов. Чешский массив — выступ древнего фундамента герцинской складчатой области, образованный гнейсами, мигматитами, кристаллическими сланцами, гранулитами протерозоя, сланцами, кварцитами и песчаниками нижнего и среднего палеозоя. Осадочный чехол сложен меловыми и кайнозойскими породами. В результате неоген-антропогеновых движений массив был расколот разломами и сбросами, по которым происходили излияния вулканических лав. С тектоническими прогибами у северо-восточной окраины массива связано формирование Верхнесилезского каменноугольного бассейна.

## Растительность
По склонам гор произрастают смешанные и хвойные леса (из ели, пихты, сосны, бука, дуба) на горных бурых лесных и горных подзолистых почвах. Выше 1400 м — субальпийские луга и кустарники на горно-луговых почвах.